# Joe Cocker/Diskografie
Diese Diskografie ist eine Übersicht über die musikalischen Werke des britischen Rocksängers Joe Cocker. Den Quellenangaben und Schallplattenauszeichnungen zufolge hat er bisher mehr als 13,5 Millionen Tonträger verkauft, wovon er bis heute alleine in Deutschland über 6,4 Millionen Tonträger verkaufte und somit einer der Interpreten mit den meisten verkauften Tonträgern des Landes ist. Seine erfolgreichste Veröffentlichung ist die Single Up Where We Belong mit über 2,5 Millionen verkauften Einheiten.

## Alben

### Studioalben
| Jahr | Titel                                           | Höchstplatzierung, Gesamtwochen/‑monate, AuszeichnungChartplatzierungen (Jahr, Titel, Platzierungen, Wochen/Monate, Auszeichnungen, Anmerkungen) | Höchstplatzierung, Gesamtwochen/‑monate, AuszeichnungChartplatzierungen (Jahr, Titel, Platzierungen, Wochen/Monate, Auszeichnungen, Anmerkungen) | Höchstplatzierung, Gesamtwochen/‑monate, AuszeichnungChartplatzierungen (Jahr, Titel, Platzierungen, Wochen/Monate, Auszeichnungen, Anmerkungen) | Höchstplatzierung, Gesamtwochen/‑monate, AuszeichnungChartplatzierungen (Jahr, Titel, Platzierungen, Wochen/Monate, Auszeichnungen, Anmerkungen) | Höchstplatzierung, Gesamtwochen/‑monate, AuszeichnungChartplatzierungen (Jahr, Titel, Platzierungen, Wochen/Monate, Auszeichnungen, Anmerkungen) | Anmerkungen                                                   |
| Jahr | Titel                                           | DE | AT | CH | UK | US | Anmerkungen                                                   |
| ---- | ----------------------------------------------- | --- | --- | --- | --- | --- | ------------------------------------------------------------- |
| 1969 | Joe Cocker / With a Little Help from My Friends | DE82 (3 Wo.)DE | — | — | UK29 (4 Wo.)UK | US35 Gold · (37 Wo.)US | Erstveröffentlichung: 23. April 1969 Verkäufe: + 500.000      |
| 1969 | Joe Cocker!                                     | — | — | — | — | US11 Gold · (53 Wo.)US | Erstveröffentlichung: 7. November 1969 Verkäufe: + 500.000    |
| 1972 | Something to Say                                | DE50 (1 Mt.)DE | — | — | — | US30 (21 Wo.)US | Erstveröffentlichung: November 1972                           |
| 1974 | I Can Stand a Little Rain                       | — | — | — | — | US11 (36 Wo.)US | Erstveröffentlichung: August 1974                             |
| 1975 | Jamaica Say You Will                            | — | — | — | — | US42 (10 Wo.)US | Erstveröffentlichung: April 1975                              |
| 1976 | Stingray                                        | — | — | — | — | US70 (10 Wo.)US | Erstveröffentlichung: April 1976                              |
| 1978 | Luxury You Can Afford                           | — | — | — | — | US76 (13 Wo.)US | Erstveröffentlichung: August 1978                             |
| 1982 | Sheffield Steel                                 | DE46 (13 Wo.)DE | — | — | — | US105 (23 Wo.)US | Erstveröffentlichung: 22. Mai 1982 Verkäufe: + 170.000        |
| 1984 | Civilized Man                                   | DE7 Gold · (29 Wo.)DE | AT19 (½ Mt.)AT | CH5 (13 Wo.)CH | UK100 (1 Wo.)UK | US133 (9 Wo.)US | Erstveröffentlichung: 14. Mai 1984 Verkäufe: + 300.000        |
| 1986 | Cocker                                          | DE4 Platin · (36 Wo.)DE | AT15 (3½ Mt.)AT | CH3 Gold · (26 Wo.)CH | — | US50 (18 Wo.)US | Erstveröffentlichung: 25. Februar 1986 Verkäufe: + 595.000    |
| 1987 | Unchain My Heart                                | DE2 ×3Dreifachgold · (43 Wo.)DE | AT5 Platin · (11½ Mt.)AT | CH6 ×2Doppelplatin · (15 Wo.)CH | — | US89 (27 Wo.)US | Erstveröffentlichung: 9. Oktober 1987 Verkäufe: + 1.260.000   |
| 1989 | One Night of Sin                                | DE2 Gold · (33 Wo.)DE | AT1 Platin · (11 Mt.)AT | CH1 Platin · (23 Wo.)CH | — | US52 (30 Wo.)US | Erstveröffentlichung: 5. Juni 1989 Verkäufe: + 410.000        |
| 1991 | Night Calls                                     | DE6 Platin · (40 Wo.)DE | AT4 Gold · (16 Wo.)AT | CH5 Platin · (27 Wo.)CH | UK25 Silber · (14 Wo.)UK | US111 (10 Wo.)US | Erstveröffentlichung: 7. Oktober 1991 Verkäufe: + 925.000     |
| 1994 | Have a Little Faith                             | DE3 Platin · (34 Wo.)DE | AT2 Gold · (17 Wo.)AT | CH2 Platin · (26 Wo.)CH | UK9 Gold · (21 Wo.)UK | — | Erstveröffentlichung: 2. September 1994 Verkäufe: + 1.032.500 |
| 1996 | Organic                                         | DE5 Gold · (21 Wo.)DE | AT4 (16 Wo.)AT | CH8 Gold · (11 Wo.)CH | UK49 (2 Wo.)UK | — | Erstveröffentlichung: 29. Oktober 1996 Verkäufe: + 382.500    |
| 1997 | Across from Midnight                            | DE3 Platin · (48 Wo.)DE | AT3 Gold · (20 Wo.)AT | CH4 ×3Dreifachgold · (28 Wo.)CH | UK94 (1 Wo.)UK | — | Erstveröffentlichung: 29. August 1997 Verkäufe: + 1.075.000   |
| 1999 | No Ordinary World                               | DE3 Platin · (21 Wo.)DE | AT5 (11 Wo.)AT | CH4 Gold · (14 Wo.)CH | UK63 (1 Wo.)UK | — | Erstveröffentlichung: 9. September 1999 Verkäufe: + 450.000   |
| 2002 | Respect Yourself                                | DE3 (14 Wo.)DE | AT12 (7 Wo.)AT | CH5 Gold · (18 Wo.)CH | UK51 (2 Wo.)UK | — | Erstveröffentlichung: 10. Mai 2002 Verkäufe: + 120.000        |
| 2004 | Heart & Soul                                    | DE14 (11 Wo.)DE | AT23 (9 Wo.)AT | CH17 (7 Wo.)CH | — | US61 (3 Wo.)US | Erstveröffentlichung: 27. September 2004                      |
| 2007 | Hymn for My Soul                                | DE8 (12 Wo.)DE | AT9 (8 Wo.)AT | CH4 Gold · (15 Wo.)CH | UK9 Silber · (7 Wo.)UK | — | Erstveröffentlichung: 30. März 2007 Verkäufe: + 85.000        |
| 2010 | Hard Knocks                                     | DE1 Platin · (29 Wo.)DE | AT4 (13 Wo.)AT | CH2 (10 Wo.)CH | UK61 (1 Wo.)UK | — | Erstveröffentlichung: 1. Oktober 2010 Verkäufe: + 210.000     |
| 2012 | Fire It Up                                      | DE5 ×3Dreifachgold · (50 Wo.)DE | AT9 (9 Wo.)AT | CH5 (14 Wo.)CH | UK17 (2 Wo.)UK | — | Erstveröffentlichung: 16. November 2012 Verkäufe: + 300.000   |

grau schraffiert: keine Chartdaten aus diesem Jahr verfügbar

### Livealben
| Jahr | Titel                 | Höchstplatzierung, Gesamtwochen, AuszeichnungChartplatzierungen (Jahr, Titel, Platzierungen, Wochen, Auszeichnungen, Anmerkungen) | Höchstplatzierung, Gesamtwochen, AuszeichnungChartplatzierungen (Jahr, Titel, Platzierungen, Wochen, Auszeichnungen, Anmerkungen) | Höchstplatzierung, Gesamtwochen, AuszeichnungChartplatzierungen (Jahr, Titel, Platzierungen, Wochen, Auszeichnungen, Anmerkungen) | Höchstplatzierung, Gesamtwochen, AuszeichnungChartplatzierungen (Jahr, Titel, Platzierungen, Wochen, Auszeichnungen, Anmerkungen) | Höchstplatzierung, Gesamtwochen, AuszeichnungChartplatzierungen (Jahr, Titel, Platzierungen, Wochen, Auszeichnungen, Anmerkungen) | Anmerkungen                                                                     |
| Jahr | Titel                 | DE | AT | CH | UK | US | Anmerkungen                                                                     |
| ---- | --------------------- | --- | --- | --- | --- | --- | ------------------------------------------------------------------------------- |
| 1970 | Mad Dogs & Englishmen | — | — | — | UK16 (8 Wo.)UK | US2 Gold · (53 Wo.)US | Erstveröffentlichung: August 1970 Verkäufe: + 500.000                           |
| 1990 | Joe Cocker live       | DE5 Platin · (… Wo.)DE | AT2 Platin · (19 Wo.)AT | CH4 Platin · (24 Wo.)CH | — | US95 (14 Wo.)US | Erstveröffentlichung: 21. Mai 1990 Verkäufe: + 975.000                          |
| 2013 | Fire It Up – Live     | DE*DE | AT**AT | CH26 (4 Wo.)CH | — | — | Erstveröffentlichung: 4. Oktober 2013 * siehe „Fire It Up“; ** siehe Videoalbum |

grau schraffiert: keine Chartdaten aus diesem Jahr verfügbar
Weitere Livealben
- 1976: Live in L.A.
- 1977: Space Captain
- 1981: Live in New York
- 1995: Woodstock 1994
- 1998: On Air
- 2001: Standing Here – Live in Colorado
- 2006: The Complete Fillmore East Concerts
- 2009: Live at Woodstock 1969
- 2013: Live at Montreux 1987

### Kompilationen
| Jahr | Titel                                                               | Höchstplatzierung, Gesamtwochen, AuszeichnungChartplatzierungen (Jahr, Titel, Platzierungen, Wochen, Auszeichnungen, Anmerkungen) | Höchstplatzierung, Gesamtwochen, AuszeichnungChartplatzierungen (Jahr, Titel, Platzierungen, Wochen, Auszeichnungen, Anmerkungen) | Höchstplatzierung, Gesamtwochen, AuszeichnungChartplatzierungen (Jahr, Titel, Platzierungen, Wochen, Auszeichnungen, Anmerkungen) | Höchstplatzierung, Gesamtwochen, AuszeichnungChartplatzierungen (Jahr, Titel, Platzierungen, Wochen, Auszeichnungen, Anmerkungen) | Höchstplatzierung, Gesamtwochen, AuszeichnungChartplatzierungen (Jahr, Titel, Platzierungen, Wochen, Auszeichnungen, Anmerkungen) | Anmerkungen                                                  |
| Jahr | Titel                                                               | DE | AT | CH | UK | US | Anmerkungen                                                  |
| ---- | ------------------------------------------------------------------- | --- | --- | --- | --- | --- | ------------------------------------------------------------ |
| 1977 | Joe Cocker’s Greatest Hits                                          | — | — | — | — | US114 (8 Wo.)US | Erstveröffentlichung: November 1977 Verkäufe: + 40.000       |
| 1987 | Definite 1964-1986                                                  | DE1 Gold · (18 Wo.)DE | — | CH6 (14 Wo.)CH | — | — | Erstveröffentlichung: Januar 1987 Verkäufe: + 250.000        |
| 1992 | The Best of Joe Cocker                                              | DE7 ×3Dreifachgold · (58 Wo.)DE                                                                                                   | AT11 Platin · (16 Wo.)AT | CH13 Platin · (15 Wo.)CH | UK4 Platin · (20 Wo.)UK | — | Erstveröffentlichung: 26. Oktober 1992 Verkäufe: + 2.152.500 |
| 1993 | Love Songs & Ballads                                                | DE76 (7 Wo.)DE | — | — | — | — | Erstveröffentlichung: 1993                                   |
| 1998 | Greatest Hits                                                       | DE10 Gold · (21 Wo.)DE | AT5 Gold · (16 Wo.)AT | CH10 Platin · (32 Wo.)CH | UK24 Gold · (3 Wo.)UK | — | Erstveröffentlichung: 30. Oktober 1998 Verkäufe: + 1.000.000 |
| 2000 | 20th Century Masters: The Millennium Collection: Best of Joe Cocker | — | — | — | — | US75 (… Wo.)US | Erstveröffentlichung: 6. Juni 2000                           |
| 2003 | The Ultimate Collection 1968-2003                                   | DE80 Gold · (4 Wo.)DE | AT28 (7 Wo.)AT | CH34 (17 Wo.)CH | UK— GoldUK | US122 (5 Wo.)US | Erstveröffentlichung: 1. Dezember 2003 Verkäufe: + 285.000   |
| 2007 | Classic Cocker                                                      | — | — | — | — | US167 (1 Wo.)US | Erstveröffentlichung: 2007 Verkäufe: + 7.500                 |
| 2015 | The Life of a Man – The Ultimate Hits 1968–2013                     | DE14 (8 Wo.)DE | AT19 (5 Wo.)AT | CH17 (8 Wo.)CH | — | — | Erstveröffentlichung: 20. November 2015                      |

grau schraffiert: keine Chartdaten aus diesem Jahr verfügbar
Weitere Kompilationen
| - 1971: Cocker Happy - 1971: The Best of Joe Cocker - 1972: Die Joe Cocker Story - 1972: Portrait of Joe Cocker - 1973: Pop Giants Vol. 29 - 1974: Star Power - 1975: Greatest Hits Vol. 1 - 1975: Joe Cocker - 1976: With a Little Help from My Friends … His 23 Best Songs - 1976: The Best of the Early Joe Cocker - 1978: Starportrait - 1979: Platinum Collection - 1980: The Best Of - 1981: Countdown - 1982: Historia de la musica rock - 1983: First Choice - 1986: The Collection (Verkäufe: + 100.000; UK: Gold) | - 1987: The Platinum Collection Vol. 1 - 1987: Great Hits - 1988: Greatest Hits (Platinum) - 1988: I Love the Night - 1992: The Legend – Essential Collection (Verkäufe: + 245.000; UK: Silber) - 1994: Simply the Best – His Greatest Hits - 1994: With a Little Help from My Friends: His Greatest Hits - 1995: The Essential (Verkäufe: + 275.000; UK: Silber) - 1998: The Essential Vol.2 - 1999: The Anthology - 2002: The Definitive Collection – 18 Greatest Hits (Verkäufe: + 7.500) - 2003: Greatest Love Songs - 2004: Ultimate Collection - 2006: Gold - 2010: The Hits - 2016: The Album Recordings: 1984–2007 |

### EPs
- 1972: With a Little Help from My Friends / Delta Lady / The Letter
- 1987: Unchain My Heart
- 1988: The 12 Mixes

## Singles

### Als Leadmusiker
| Jahr | Titel Album                                                   | Höchstplatzierung, Gesamtwochen/‑monate, AuszeichnungChartplatzierungen (Jahr, Titel, Album, Platzierungen, Wochen/Monate, Auszeichnungen, Anmerkungen) | Höchstplatzierung, Gesamtwochen/‑monate, AuszeichnungChartplatzierungen (Jahr, Titel, Album, Platzierungen, Wochen/Monate, Auszeichnungen, Anmerkungen) | Höchstplatzierung, Gesamtwochen/‑monate, AuszeichnungChartplatzierungen (Jahr, Titel, Album, Platzierungen, Wochen/Monate, Auszeichnungen, Anmerkungen) | Höchstplatzierung, Gesamtwochen/‑monate, AuszeichnungChartplatzierungen (Jahr, Titel, Album, Platzierungen, Wochen/Monate, Auszeichnungen, Anmerkungen) | Höchstplatzierung, Gesamtwochen/‑monate, AuszeichnungChartplatzierungen (Jahr, Titel, Album, Platzierungen, Wochen/Monate, Auszeichnungen, Anmerkungen) | Anmerkungen                                                                   |
| Jahr | Titel Album                                                   | DE | AT | CH | UK | US | Anmerkungen                                                                   |
| ---- | ------------------------------------------------------------- | --- | --- | --- | --- | --- | ----------------------------------------------------------------------------- |
| 1968 | Marjorine With a Little Help from My Friends                  | — | — | — | UK48 (1 Wo.)UK | — | Erstveröffentlichung: März 1968                                               |
| 1968 | With a Little Help from My Friends                            | DE3 (2½ Mt.)DE | AT6 (3 Mt.)AT | CH1 (12 Wo.)CH | UK1 Silber · (13 Wo.)UK | US68 (6 Wo.)US | Erstveröffentlichung: September 1968                                          |
| 1969 | Feelin’ Alright With a Little Help from My Friends            | — | — | — | — | US33 (15 Wo.)US | Erstveröffentlichung: Mai 1969                                                |
| 1969 | Delta Lady Joe Cocker!                                        | — | — | — | UK10 (11 Wo.)UK | US69 (6 Wo.)US | Erstveröffentlichung: September 1969                                          |
| 1969 | She Came in Through the Bathroom Window Joe Cocker!           | — | — | — | — | US30 (12 Wo.)US | Erstveröffentlichung: November 1969                                           |
| 1970 | The Letter Mad Dogs & Englishmen                              | — | — | — | UK39 (6 Wo.)UK | US7 (12 Wo.)US | Erstveröffentlichung: April 1970                                              |
| 1970 | Cry Me a River Mad Dogs & Englishmen                          | — | — | — | — | US11 (9 Wo.)US | Erstveröffentlichung: Juli 1970                                               |
| 1971 | High Time We Went Joe Cocker                                  | — | — | — | — | US22 (11 Wo.)US | Erstveröffentlichung: Mai 1971                                                |
| 1972 | Midnight Rider Joe Cocker                                     | — | — | — | — | US27 (8 Wo.)US | Erstveröffentlichung: August 1972                                             |
| 1972 | Woman to Woman Joe Cocker                                     | — | — | — | — | US56 (9 Wo.)US | Erstveröffentlichung: August 1972                                             |
| 1973 | Pardon Me Sir Joe Cocker                                      | — | — | — | — | US51 (8 Wo.)US | Erstveröffentlichung: Januar 1973                                             |
| 1974 | Put Out the Light I Can Stand a Little Rain                   | — | — | — | — | US46 (12 Wo.)US | Erstveröffentlichung: Juni 1974                                               |
| 1974 | You Are So Beautiful I Can Stand a Little Rain                | — | — | — | UK— SilberUK | US5 (17 Wo.)US | Erstveröffentlichung: November 1974 Verkäufe: + 215.000                       |
| 1974 | It’s a Sin (When You Love Somebody) I Can Stand a Little Rain | — | — | — | — | US43 (4 Wo.)US | Erstveröffentlichung: November 1974                                           |
| 1978 | Fun Time Luxury You Can Afford                                | — | — | — | — | US43 (8 Wo.)US | Erstveröffentlichung: August 1978                                             |
| 1982 | Up Where We Belong Ein Offizier und Gentleman (OST)           | DE6 (21 Wo.)DE | AT14 (1 Mt.)AT | CH7 (5 Wo.)CH | UK7 Gold · (14 Wo.)UK | US1 Platin · (23 Wo.)US | Erstveröffentlichung: 1. Juli 1982 Verkäufe: + 2.585.000; mit Jennifer Warnes |
| 1984 | Civilized Man                                                 | DE58 (5 Wo.)DE | — | — | — | — | Erstveröffentlichung: März 1984                                               |
| 1984 | Edge of a Dream Die Aufsässigen (OST)                         | — | — | — | — | US69 (7 Wo.)US | Erstveröffentlichung: Oktober 1984                                            |
| 1985 | Shelter Me Cocker                                             | DE65 (4 Wo.)DE | — | — | — | US91 (4 Wo.)US | Erstveröffentlichung: Juli 1985                                               |
| 1986 | Don’t You Love Me Anymore Cocker                              | DE26 (15 Wo.)DE | — | CH20 (5 Wo.)CH | UK99 (1 Wo.)UK | — | Erstveröffentlichung: März 1986                                               |
| 1986 | You Can Leave Your Hat on Cocker                              | DE60 (5 Wo.)DE | — | CH13 (9 Wo.)CH | — | — | Erstveröffentlichung: Juni 1986                                               |
| 1986 | Now That You’re Gone Definite 1964-1986                       | DE33 (18 Wo.)DE | — | CH18 (8 Wo.)CH | — | — | Erstveröffentlichung: Dezember 1986                                           |
| 1987 | Unchain My Heart                                              | DE33 (17 Wo.)DE | — | CH15 (11 Wo.)CH | UK17 (11 Wo.)UK | — | Erstveröffentlichung: September 1987                                          |
| 1987 | A Woman Loves a Man Unchain My Heart                          | DE63 (5 Wo.)DE | — | — | — | — | Erstveröffentlichung: Dezember 1987                                           |
| 1989 | When the Night Comes One Night of Sin                         | DE25 (13 Wo.)DE | AT9 (3 Mt.)AT | CH7 (14 Wo.)CH | UK61 (9 Wo.)UK | US11 (20 Wo.)US | Erstveröffentlichung: Mai 1989                                                |
| 1990 | What Are You Doing with a Fool Like Me Joe Cocker live        | DE39 (10 Wo.)DE | — | CH23 (6 Wo.)CH | — | US96 (1 Wo.)US | Erstveröffentlichung: 9. April 1990                                           |
| 1991 | Night Calls                                                   | DE37 (21 Wo.)DE | — | — | — | — | Erstveröffentlichung: September 1991                                          |
| 1991 | I Can Hear the River Night Calls                              | DE60 (10 Wo.)DE | — | CH31 (1 Wo.)CH | — | — | Erstveröffentlichung: November 1991                                           |
| 1992 | All I Know (Feels Like Forever) The Cutting Edge (OST)        | DE64 (12 Wo.)DE | — | — | UK25 (5 Wo.)UK | — | Erstveröffentlichung: Februar 1992                                            |
| 1992 | Now That the Magic Has Gone Night Calls                       | — | — | — | UK28 (6 Wo.)UK | — | Erstveröffentlichung: April 1992                                              |
| 1994 | Summer in the City Have a Little Faith                        | DE23 (19 Wo.)DE | AT10 (12 Wo.)AT | CH5 (11 Wo.)CH | — | — | Erstveröffentlichung: Mai 1994                                                |
| 1994 | The Simple Things Have a Little Faith                         | DE46 (20 Wo.)DE | — | — | UK17 (5 Wo.)UK | — | Erstveröffentlichung: Juli 1994                                               |
| 1994 | Take Me Home Have a Little Faith                              | — | — | — | UK41 (3 Wo.)UK | — | Erstveröffentlichung: Oktober 1994 mit Bekka Bramlett                         |
| 1994 | Let the Healing Begin Have a Little Faith                     | DE51 (11 Wo.)DE | — | — | UK32 (6 Wo.)UK | — | Erstveröffentlichung: Dezember 1994                                           |
| 1995 | Have a Little Faith                                           | — | — | — | UK67 (3 Wo.)UK | — | Erstveröffentlichung: September 1995                                          |
| 1996 | Don’t Let Me Be Misunderstood Organic                         | DE64 (10 Wo.)DE | AT22 (9 Wo.)AT | — | UK53 (2 Wo.)UK | — | Erstveröffentlichung: September 1996                                          |
| 1997 | Could You Be Loved Across from Midnight                       | DE77 (9 Wo.)DE | AT39 (2 Wo.)AT | CH46 (2 Wo.)CH | UK86 (1 Wo.)UK | — | Erstveröffentlichung: Mai 1997                                                |
| 1997 | N’oubliez jamais Across from Midnight                         | DE61 (17 Wo.)DE | AT11 (12 Wo.)AT | — | — | — | Erstveröffentlichung: 8. August 1997                                          |
| 1997 | Tonight Across from Midnight                                  | DE73 (9 Wo.)DE | — | — | — | — | Erstveröffentlichung: Dezember 1997                                           |
| 1998 | What Becomes of the Broken-Hearted Greatest Hits              | DE67 (9 Wo.)DE | AT24 (7 Wo.)AT | — | — | — | Erstveröffentlichung: 19. Oktober 1998                                        |
| 1998 | That’s All I Need To Know – Difenderò (live) Greatest Hits    | DE86 (4 Wo.)DE | — | — | — | — | Erstveröffentlichung: 2. November 1998 mit Eros Ramazzotti                    |
| 1999 | Different Roads No Ordinary World                             | DE68 (9 Wo.)DE | — | — | UK99 (1 Wo.)UK | — | Erstveröffentlichung: Oktober 1999                                            |
| 1999 | First We Take Manhattan No Ordinary World                     | DE74 (9 Wo.)DE | — | — | — | — | Erstveröffentlichung: Dezember 1999                                           |
| 2002 | You Can’t Have My Heart Respect Yourself                      | DE75 (3 Wo.)DE | AT64 (1 Wo.)AT | CH64 (8 Wo.)CH | — | — | Erstveröffentlichung: 25. März 2002                                           |
| 2002 | Never Tear Us Apart Respect Yourself                          | — | — | — | UK85 (1 Wo.)UK | — | Erstveröffentlichung: 11. Juni 2002                                           |
| 2007 | Hymn for My Soul                                              | DE60 (8 Wo.)DE | AT46 (2 Wo.)AT | CH65 (4 Wo.)CH | — | — | Erstveröffentlichung: 30. März 2007                                           |
| 2010 | Hard Knocks                                                   | — | — | CH65 (1 Wo.)CH | — | — | Erstveröffentlichung: 9. August 2010                                          |
| 2012 | Fire It Up                                                    | DE48 (4 Wo.)DE | — | CH50 (2 Wo.)CH | UK64 (1 Wo.)UK | — | Erstveröffentlichung: 10. September 2012                                      |
| 2013 | I Come in Peace Fire It Up                                    | DE79 (1 Wo.)DE | — | — | — | — | Erstveröffentlichung: 11. Februar 2013                                        |

grau schraffiert: keine Chartdaten aus diesem Jahr verfügbar
Weitere Singles
| - 1964: I’ll Cry Instead - 1975: It’s All Over But the Shoutin’ - 1976: The Jealous Kind - 1976: I Broke Down - 1978: A Whiter Shade of Pale - 1979: Lady Put the Light Out - 1981: Let It Be - 1982: Ruby Lee - 1982: Sweet Little Woman - 1982: Many Rivers to Cross - 1982: Talking Back to the Night - 1983: Threw It Away - 1984: There Goes My Baby - 1986: Heart of the Matter | - 1987: Love Lives On - 1987: Two Wrongs - 1989: Fever - 1989: I Will Live for You - 1990: You Are So Beautiful (live) - 1990: Living in the Promiseland - 1992: Five Women - 2000: My Father’s Son - 2002: This Is Your Life - 2004: One - 2004: Every Kinda People - 2010: Unforgiven - 2013: Up Where We Belong (Live) |

### Als Gastmusiker
| Jahr | Titel Album                                         | Höchstplatzierung, Gesamtwochen, AuszeichnungChartplatzierungen (Jahr, Titel, Album, Platzierungen, Wochen, Auszeichnungen, Anmerkungen) | Höchstplatzierung, Gesamtwochen, AuszeichnungChartplatzierungen (Jahr, Titel, Album, Platzierungen, Wochen, Auszeichnungen, Anmerkungen) | Höchstplatzierung, Gesamtwochen, AuszeichnungChartplatzierungen (Jahr, Titel, Album, Platzierungen, Wochen, Auszeichnungen, Anmerkungen) | Höchstplatzierung, Gesamtwochen, AuszeichnungChartplatzierungen (Jahr, Titel, Album, Platzierungen, Wochen, Auszeichnungen, Anmerkungen) | Höchstplatzierung, Gesamtwochen, AuszeichnungChartplatzierungen (Jahr, Titel, Album, Platzierungen, Wochen, Auszeichnungen, Anmerkungen) | Anmerkungen                                               |
| Jahr | Titel Album                                         | DE | AT | CH | UK | US | Anmerkungen                                               |
| ---- | --------------------------------------------------- | --- | --- | --- | --- | --- | --------------------------------------------------------- |
| 1981 | I’m So Glad I’m Standing Here Tonight Standing Tall | — | — | — | UK61 (3 Wo.)UK | US97 (3 Wo.)US | Erstveröffentlichung: 1981 The Crusaders feat. Joe Cocker |

Weitere Gastbeiträge
- 1981: This World’s Too Funky for Me (The Crusaders & Joe Cocker)
- 1997: Dangerous Mood (B. B. King & Joe Cocker)
- 2002: Lost and Found (Al Jarreau & Joe Cocker)
- 2002: Now That the Magic Has Gone (Lulu & Joe Cocker)
- 2004: Sorry Seems to Be the Hardest Word (Patrick Bruel avec Joe Cocker)
- 2010: Little Wing (Santana feat. Joe Cocker)

## Videoalben
| Jahr | Titel             | Höchstplatzierung, Gesamtwochen, AuszeichnungChartplatzierungen (Jahr, Titel, Platzierungen, Wochen, Auszeichnungen, Anmerkungen) | Höchstplatzierung, Gesamtwochen, AuszeichnungChartplatzierungen (Jahr, Titel, Platzierungen, Wochen, Auszeichnungen, Anmerkungen) | Höchstplatzierung, Gesamtwochen, AuszeichnungChartplatzierungen (Jahr, Titel, Platzierungen, Wochen, Auszeichnungen, Anmerkungen) | Höchstplatzierung, Gesamtwochen, AuszeichnungChartplatzierungen (Jahr, Titel, Platzierungen, Wochen, Auszeichnungen, Anmerkungen) | Höchstplatzierung, Gesamtwochen, AuszeichnungChartplatzierungen (Jahr, Titel, Platzierungen, Wochen, Auszeichnungen, Anmerkungen) | Anmerkungen                                                                    |
| Jahr | Titel             | DE | AT | CH | UK | US | Anmerkungen                                                                    |
| ---- | ----------------- | --- | --- | --- | --- | --- | ------------------------------------------------------------------------------ |
| 2013 | Fire It Up – Live | DE* GoldDE | AT2 (2 Wo.)AT | CH6 (5 Wo.)CH | — | — | Erstveröffentlichung: 4. Oktober 2013 Verkäufe: + 25.000; * siehe „Fire It Up“ |

Weitere Videoalben
- 1970: Woodstock
- 1971: Joe Cocker, Mad Dogs & Englishman
- 1986: Joe Cocker Music Video
- 1990: A Tribute to John Lennon – live
- 1992: Joe Cocker live
- 1992: The Best of Joe Cocker Live (Deutschland ’92; Verkäufe: + 78.000; DE: Gold)
- 1994: Have a Little Faith (Biografie)
- 1997: Across from Midnight Tour (Deutschland ’97)
- 2001: Joe Cocker in Concert (Deutschland ’96)
- 2002: Joe Cocker live (Italien ’81)
- 2002: Party at the Palace (London ’02, "With a Little Help From My Friends", "All You Need Is Love")
- 2003: Joe Cocker
- 2004: Joe Cocker live (Deutschland ’92)
- 2005: Feeling Alright
- 2005: Respect Yourself live
- 2005: Live at Montreux 1987
- 2008: Cry Me a River (Rockpalast ’83)
- 2010: Hard Knocks (Deluxe Edition)

## Autorenbeteiligungen für andere Künstler
- 1969: Herb Alpert & The Tijuana Brass – Marjorine
- 1970: Blood, Sweat & Tears – Somethin’ Comin’ On
- 1970: Dana – Do I Still Figure In Your Life
- 1981: Adriano Celentano – L’artigiano
- 1995: 2Pac feat. Dr. Dre – California Love
- 1997: Usher – Come Back

## Boxsets
| Jahr | Titel                       | Höchstplatzierung, Gesamtwochen, AuszeichnungChartplatzierungen (Jahr, Titel, Platzierungen, Wochen, Auszeichnungen, Anmerkungen) | Höchstplatzierung, Gesamtwochen, AuszeichnungChartplatzierungen (Jahr, Titel, Platzierungen, Wochen, Auszeichnungen, Anmerkungen) | Höchstplatzierung, Gesamtwochen, AuszeichnungChartplatzierungen (Jahr, Titel, Platzierungen, Wochen, Auszeichnungen, Anmerkungen) | Höchstplatzierung, Gesamtwochen, AuszeichnungChartplatzierungen (Jahr, Titel, Platzierungen, Wochen, Auszeichnungen, Anmerkungen) | Höchstplatzierung, Gesamtwochen, AuszeichnungChartplatzierungen (Jahr, Titel, Platzierungen, Wochen, Auszeichnungen, Anmerkungen) | Anmerkungen                          |
| Jahr | Titel                       | DE | AT | CH | UK | US | Anmerkungen                          |
| ---- | --------------------------- | --- | --- | --- | --- | --- | ------------------------------------ |
| 2015 | The Triple Album Collection | — | — | CH87 (1 Wo.)CH | — | — | Erstveröffentlichung: 9. Januar 2015 |

Weitere Boxsets
- 1988: Jamaica Say You Will / Cocker Happy
- 1995: The Long Voyage Home
- 2011: 2 Original Classic Albums: Civilized Man / Cocker
- 2013: Cry Me a River / Across from Midnight Tour / Live at Montreux 1987

## Statistik

### Chartauswertung
|                     | DE     | AT     | CH     | UK     | US     |
| ------------------- | ------ | ------ | ------ | ------ | ------ |
| Nummer-eins-Alben   | DE2DE  | AT1AT  | CH1CH  | UK—UK  | US—US  |
| Top-10-Alben        | DE17DE | AT12AT | CH16CH | UK3UK  | US1US  |
| Alben in den Charts | DE24DE | AT19AT | CH22CH | UK14UK | US20US |

|                       | DE     | AT     | CH     | UK     | US     |
| --------------------- | ------ | ------ | ------ | ------ | ------ |
| Nummer-eins-Singles   | DE—DE  | AT—AT  | CH1CH  | UK1UK  | US1US  |
| Top-10-Singles        | DE2DE  | AT3AT  | CH4CH  | UK3UK  | US3US  |
| Singles in den Charts | DE29DE | AT10AT | CH15CH | UK20UK | US20US |

|                          | DE    | AT    | CH    | UK    | US    |
| ------------------------ | ----- | ----- | ----- | ----- | ----- |
| Nummer-eins-Videoalben   | DE—DE | AT—AT | CH—CH | UK—UK | US—US |
| Top-10-Videoalben        | DE—DE | AT1AT | CH1CH | UK—UK | US—US |
| Videoalben in den Charts | DE—DE | AT1AT | CH1CH | UK—UK | US—US |

### Auszeichnungen für Musikverkäufe
| Land/RegionAuszeichnungen für Musikverkäufe (Land/Region, Auszeichnungen, Verkäufe, Quellen) | Silber     | Gold       | Platin       | Verkäufe    | Quellen                                                                           |
| -------------------------------------------------------------------------------------------- | ---------- | ---------- | ------------ | ----------- | --------------------------------------------------------------------------------- |
| Argentinien (CAPIF)                                                                          | —          | —          | Platin1      | 8.000       | capif.org.ar (Memento vom 31. Mai 2011 im Internet Archive)                       |
| Australien (ARIA)                                                                            | —          | 6× Gold6   | 7× Platin7   | 465.000     | aria.com.au                                                                       |
| Belgien (BRMA)                                                                               | —          | 3× Gold3   | 3× Platin3   | 225.000     | ultratop.be                                                                       |
| Brasilien (PMB)                                                                              | —          | Gold1      | —            | 100.000     | pro-musicabr.org.br                                                               |
| Dänemark (IFPI)                                                                              | —          | Gold1      | —            | 45.000      | ifpi.dk                                                                           |
| Deutschland (BVMI)                                                                           | —          | 11× Gold11 | 10× Platin10 | 6.400.000   | musikindustrie.de                                                                 |
| Europa (IFPI)                                                                                | —          | —          | 3× Platin3   | (3.000.000) | ifpi.org                                                                          |
| Frankreich (SNEP)                                                                            | Silber1    | 13× Gold13 | 4× Platin4   | 2.625.000   | infodisc.fr snepmusique.com                                                       |
| Italien (FIMI)                                                                               | —          | 2× Gold2   | —            | 150.000     | Einzelnachweise                                                                   |
| Kanada (MC)                                                                                  | —          | 4× Gold4   | —            | 170.000     | musiccanada.com                                                                   |
| Neuseeland (RMNZ)                                                                            | —          | 9× Gold9   | 12× Platin12 | 322.500     | aotearoamusiccharts.co.nz NZ2 (Memento vom 27. Juni 2009 im Internet Archive) NZ3 |
| Niederlande (NVPI)                                                                           | —          | 2× Gold2   | 4× Platin4   | 350.000     | nvpi.nl                                                                           |
| Norwegen (IFPI)                                                                              | —          | 2× Gold2   | —            | 30.000      | ifpi.no (Memento vom 5. November 2012 im Internet Archive)                        |
| Österreich (IFPI)                                                                            | —          | 4× Gold4   | 4× Platin4   | 300.000     | ifpi.at                                                                           |
| Polen (ZPAV)                                                                                 | —          | 4× Gold4   | —            | 120.000     | olis.pl                                                                           |
| Russland (NFPF)                                                                              | —          | Gold1      | —            | 10.000      | 2m-online.ru (Memento vom 9. August 2009 im Internet Archive)                     |
| Schweden (IFPI)                                                                              | —          | Gold1      | —            | 50.000      | sverigetopplistan.se                                                              |
| Schweiz (IFPI)                                                                               | —          | 5× Gold5   | 12× Platin12 | 685.000     | hitparade.ch                                                                      |
| Spanien (Promusicae)                                                                         | —          | 2× Gold2   | 2× Platin2   | 275.000     | mediafire.com ES2                                                                 |
| Vereinigte Staaten (RIAA)                                                                    | —          | 3× Gold3   | 3× Platin3   | 5.500.000   | riaa.com                                                                          |
| Vereinigtes Königreich (BPI)                                                                 | 7× Silber7 | 4× Gold4   | 2× Platin2   | 2.140.000   | bpi.co.uk                                                                         |
| Insgesamt                                                                                    | 8× Silber8 | 78× Gold78 | 67× Platin67 |             |                                                                                   |